# Джон Сенекс
 Джон Сенекс (англ. John Senex; 1678, Лондон — 1740, Лондон)— англійський картограф, гравер та мандрівник.

## Карти України
1708 р. Карта «POLAND Corrected from the Observations Communicated to the Royal Society at London and at Paris. Is humbly Dedicated to Sr. James Hallett Kt. Citizen of London..». Київське воєводство позначено як VKRANIA (Україна). На карті в районі м. Чигирин – напис «COSSAQ» (Козак). Карта неодноразово перевидавалася, зокрема в 1725 р..

1710 р. Карта - “POLAND and other of the Countries belonging to that Crowne, Accordingto the Neweft Obfervations”. Середня Наддніпрянщина (Правобережна та Лівобережна) – VKRAIN (Україна). З українських земель зображено Поділля (Podolia), Волинь (Volhynia), Pokutia (Покуття), Russia  Rubra (Червона Русь).  .
1712 р. Карта – «Moscovy. Corrected from the Observations communicated to the Royal Society at London and Paris by John Senex» (Московія...). Напис Ukraine охоплює Правобережну та Лівобережну Україну. На півдні України – напис Cosaques Zaporoski (Козаки Запорозькі)..
1737 р. Карта – «A New Map of the Seat of War between ye Moscovite and the Turk on the Donn ye Nieper ye Niester & in Crim Tartary &c., Copied from an Original Engraved at Petersburg in 1737 said to be Done from General Munich's memoirs». Лівобережна Україна (в складі Росії) позначена як Part of The Ukrain, Правобережна Україна (в складі Речі Посполитої) – “VOLHINIA” (Волинь) та “PODOLIA” (Поділля)..
1741 р. Карта – “A new Map of POLAND from the lateft Obser”. Правобережна Україна (в складі Речі Посполитої) – Ukran (УКРАЇНА), “VOLHINIA” (Волинь), “PODOLIA” (Поділля) та Lit. Russia. .